# Beuvezin
Beuvezin település Franciaországban, Meurthe-et-Moselle megyében. Lakosainak száma 88 fő (2022. január 1.). Beuvezin Maconcourt, Vicherey, Aboncourt, Fécocourt, Grimonviller és Tramont-Lassus községekkel határos.

## Népesség
A település népességének változása:
| Lakosok száma | 153  | 140  | 126  | 110  | 105  | 99   | 96   | 93   | 92   | 88   |
|               | 1968 | 1982 | 1990 | 2006 | 2013 | 2015 | 2017 | 2019 | 2020 | 2022 |